# 東京大学運動会剣道部
東京大学運動会剣道部（とうきょうだいがくうんどうかいけんどうぶ、The University of Tokyo, Kendo Team）は、東京大学の剣道チーム。東京大学の学生によって構成されている。略称は東大剣道部（とうだいけんどうぶ）。明治20年創立。

## 沿革
出典。

### 明治時代

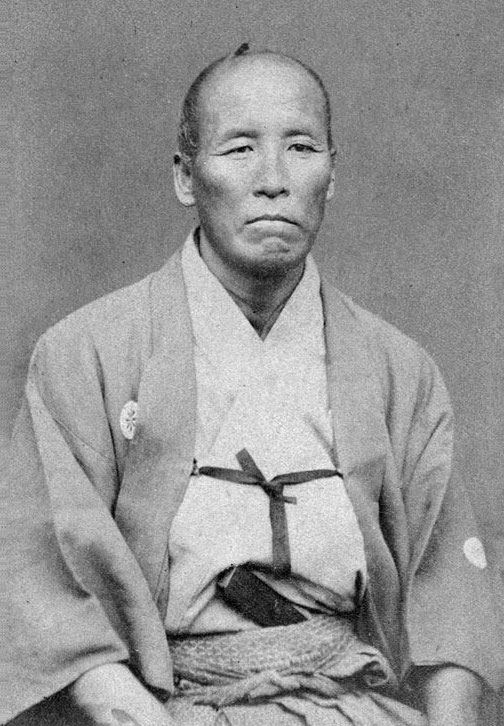
師範の榊原鍵吉

- 明治20年（1887年） 榊原鍵吉を師範とし、東京大学に撃剣会設立
- 明治44年（1911年）頃 撃剣部から剣道部に改称。

### 大正時代
- 大正10年（1921年） 東大京大対抗戦始まる
- 大正13年（1924年） 各運動部合同の東大京大戦始まる、以後対抗定期戦として1945年まで続く

### 昭和時代
- 昭和6年（1931年） 赤門剣友会(東大剣道部の卒業生が所属する団体)が発足
- 昭和13年（1938年） 七徳堂新築完成
- 昭和20年（1945年） 太平洋戦争終結、学校剣道全面禁止
- 昭和27年（1952年） 関東学生剣道優勝大会始まる
- 昭和28年（1953年） 剣道禁止解除、東大剣道部復活
- 昭和29年（1954年） 東大一橋大定期戦始まる、東大京大戦復活、国公立大学剣道大会始まる
- 昭和30年（1955年） 東大防衛大定期戦始まる、関東学生剣道選手権大会始まる
- 昭和31年（1956年） 国立七大学剣道大会（七帝戦）始まる
- 昭和43年（1968年） 東大防衛大定期戦中断、部内選手権始まる
- 昭和44年（1969年） 東大京大定期戦に併せ、親睦OB対抗戦始まる、関東女子学生剣道選手権大会始まる
- 昭和48年（1973年） 東大防衛大定期戦再開
- 昭和50年（1975年） 高校招待試合始まる、関東女子学生剣道優勝大会始まる

### 平成時代
- 平成23年（2011年） 高校女子招待試合始まる

## 主な出身者
歴代全日本剣道連盟会長全員が東大の出身である。同窓会は赤門剣友会。
- 木村篤太郎（法学部。全日本剣道連盟初代会長。政治家、検察官、弁護士、剣道家。第19代検事総長、第一東京弁護士会第16代会長、初代法務相、初代保安庁長官、初代防衛庁長官を歴任）
- 武安義光（工学部。全日本剣道連盟第7会長。商工官僚。科学技術庁事務次官、新技術開発事業団理事長、科学技術会議・議員、陸軍航空技術将校）
- 張富士夫（法学部。元主将。全日本剣道連盟第8代会長。トヨタ自動車相談役、同社元名誉会長。）
- 泉澤清次（教養学部。三菱重工代表取締役社長兼CEO）
- 國松孝次（法学部。元主将。警察官僚。元警察庁長官。警察庁長官狙撃事件の被害者）
- 田中一穂（法学部。大蔵・財務官僚、日本政策金融公庫総裁）
- 大川隆法（法学部。宗教家。幸福の科学設立者）

## 七徳堂
剣道部の使用する道場で、東京都選定歴史的建造物である。1938年完成。内田祥三設計。『春秋左氏伝』宣公十二年の「武有七徳」を出典として、塩谷温教授により命名された。所在地は東京大学本郷地区キャンパス御殿下グラウンドの南。

## 定期戦
- 東大京大対抗戦（1921年 - ）、京都大学体育会剣道部との定期戦。1969年から親睦OB対抗戦も開催されている。
- 東大一橋大定期戦（1954年 - ）、一橋大学剣道部との定期戦。
- 東大防衛大定期戦（1955年 - ）、防衛大学校剣道部との定期戦。